# Limnellia turneri
Limnellia turneri är en tvåvingeart som beskrevs av Wayne N. Mathis 1978. Limnellia turneri ingår i släktet Limnellia och familjen vattenflugor. Inga underarter finns listade i Catalogue of Life.